# Geneva
Geneva — третій повноцінний альбом інструментального рок-гурту Russian Circles, вийшов 20 жовтня 2009 року. Альбом було записано в травні 2009 р. із Брендоном Кертісом із гурту The Secret Machines. Версію на грамплатівках випущено під лейблом Sargent House, і ця версія була доступна як у виданні на чорних (2х30см, 45 об/хв) грамплатівках, так і у обмеженомішу виданні на прозорих грамплатівках (2х30см, 35 об/хв).

## Список треків
| #  | Назва                                 | Тривалість |
| -- | ------------------------------------- | ---------- |
| 1. | «Fathom»                              | 4:55       |
| 2. | «Geneva»                              | 5:49       |
| 3. | «Melee»                               | 7:39       |
| 4. | «Hexed All»                           | 4:29       |
| 5. | «Malko»                               | 4:43       |
| 6. | «When the Mountain Comes to Muhammad» | 8:00       |
| 7. | «Philos»                              | 10:26      |

## Учасники
- Майк Салліван − гітара
- Дейв Тенкранц − ударні
- Браян Кук − бас-гітара
- Елісон Чеслі − віолончель
- Сюзан Вольз − скрипка
- Ґреґ Норман − звукорежисер, труба, тромбон
- Брендон Кертіс − продюсер, фортепіано
- Джо Ламберт − мастеринг
- Кріс Стронг − фото для обкладинки
- Саша Барр − компонування альбому